# Rebecca Podos
Œuvres principales
- Like Water

Rebecca Podos est une autrice américaine.

## Biographie
Rebecca Podos est agente littéraire.
Son premier roman Young Adult, The Mystery of Hollow Places, est un thriller sur une adolescente de dix-sept ans dont le père, auteur célèbre de romans à mystère, est déclaré disparu. Convaincue qu'il suit les traces de sa mère qui les a abandonnés quand elle était bébé, elle décide de suivre ses traces. Le roman est publié en 2016.
Dans son deuxième roman, Like Water, une adolescente bisexuelle mexicaine-américaine travaille dans un parc d'attraction et y tombe amoureuse d'une personne genderqueer. Le roman est publié en 2017 et reçoit le prix Lambda Literary pour la littérature jeunesse et young adult LGBTQ lors du 30e prix Lambda Literary.

## Œuvres

### Romans
- (en) The Mystery of Hollow Places, 2016
- (en) Like Water, 2017
- (en) The Wise and the Wicked, 2019
- (en) From Dust, a Flame, 2022
- (en) Homegrown Magic, 2025Écrit avec Jamie Pacton.